# Enquête du 58
Pour plus de détails, voir Fiche technique et Distribution.
Enquête du 58 est un film français de court métrage réalisé en 1944 par Jean Tedesco, sorti en 1945.
Enquête policière mettant en jeu le courage et la conscience professionnelle des cheminots, et qui se termine par deux citations à l'ordre de la SNCF décernées à un aiguilleur et à un chauffeur.

## Synopsis
Un garde-barrière est victime d'un accident par la faute d'un chauffeur de locomotive qui n'a pas ralenti malgré le signal qui le lui enjoignait. Deux inspecteurs sont dépêchés sur l'affaire mais le chauffeur refuse de fournir une explication quelconque et se laisse accuser de faute professionnelle. La vérité, il ne la dira à la femme du garde-barrière...

## Fiche technique
- Titre : Enquête du 58
- Réalisation : Jean Tedesco
- Assistant réalisateur : Pierre Ceria
- Scénario et dialogues : Jean Tedesco, d'après le roman « Le Rail » de Pierre Hamp, Editions La Nouvelle Revue Française, Paris, 1912, 173 pages
- Directeur de la photographie : Philippe Agostini
- Décors : Raymond Nègre
- Musique : Arthur Hoérée
- Montage : Suzanne de Troeye
- Affichiste : Roger Vacher
- Société de production : La France en Marche
- Société de distribution : Francinex
- Commanditaire : Secrétariat Général de l'Information
- Pays d'origine :  France
- Format :  Noir et blanc - 35 mm - Son mono
- Durée : 28 minutes
- Tournage : en 1944
- Date de sortie : 
  - France : 1945

## Distribution
- René Blancard - le médecin
- Julien Carette - le chauffeur Le Gall
- Charles Vanel - le mécanicien Bernard
- René Génin - l'aiguilleur Simon
- Daniel Gélin -
- Line Noro - Madame Le Gall
- Georges Vandéric - l'inspecteur-chef
- Michel Vitold - un inspecteur
- Maryse Duprat - l'infirmière